# Хохлюк, Виталий Иванович
Виталий Иванович Хохлюк (22 марта 1937, Глубочок, Житомирская область, УССР, СССР) — российский учёный, математик. Профессор. Преподаватель Новосибирского государственного университета.

## Биография
Родился на Украине в селе Глубочок, Барановского района Житомирской области. В результате осколочного ранения, связанного с боевыми действиями в период Великой Отечественной войны, он полностью потерял зрение.
После успешного окончания Житомирской и Ленинградской школ для слепых детей В. И. Хохлюк в 1956 году по общему конкурсу поступил на математико-механический факультет Ленинградского государственного университета и закончил его с отличием по специальности математик в 1961 году. С 1961 года по настоящее время его основным местом работы является Институт математики СО РАН.
Преподаёт в Новосибирском государственном университете и других учебных заведениях, самостоятельно и в соавторстве выполняет научно-исследовательские работы для организаций Ленинграда, Москвы, Красноярска и Хабаровска, ведёт активную общественную работу.
Научные интересы В. И. Хохлюка группируются в области численных методов целочисленной оптимизации. Используя результаты теории чисел, алгебры и достижения современной вычислительной техники, он работает над созданием эффективных алгоритмов для численного решения задач, возникающих в теории и приложениях.
Теория секущих плоскостей, параллельные вычисления, прямой метод решения целочисленной задачи оптимизации, параллельные алгоритмы перебора и отсечения, вычислительные процедуры на языках программирования, постановка конкретной прикладной задачи и доведение её до числа — вот те направления, в которых В. И. Хохлюком получены основные результаты.
Им опубликовано более сорока научных работ среди них четыре учебных пособия и одна монография.
Родственник украинского спортивного журналиста Виктора Хохлюка.

### Диссертации
- Хохлюк В. И. Исследование некоторых вопросов целочисленного программирования : диссертация … кандидата физико-математических наук : 01.01.07. — Новосибирск, 1973. — 109 с.
- Хохлюк В. И. Параллельные вычисления в целочисленной оптимизации : диссертация … доктора физико-математических наук : 01.01.09 / Лен. гос. ун-т. — Новосибирск, 1989. — 210 с.

### Учебные пособия (печ.)
- Хохлюк В. И. Задачи целочисленной оптимизации: (Преобразования) : Учеб. пособие. — Новосибирск : НГУ, 1979. — 91 с.
- Задачи целочисленной оптимизации : Алгоритмы. Учеб. пособие / В. И. Хохлюк. — Новосибирск : НГУ, 1980. — 91 с. : ил.; 20 см.
- Алгоритмы целочисленной оптимизации : Вспомогательные Алгол-процедуры. Учеб. пособие / В. И. Хохлюк. — Новосибирск : НГУ, 1982. — 92 с. : ил.; 20 см.
- Алгоритмы секущих плоскостей : учеб. пособие / В. И. Хохлюк. — Новосибирск : НГУ, 1983. — 92 с. : ил.; 20 см.
- Методы дискретной оптимизации. Ч. 1 : учеб. пос. / В. И. Хохлюк; Новосибирск : НГУ, 2013. — 154 с. : цв. ил., табл.; 20 см; ISBN 978-5-4437-0169-1

### Учебные пособия в сети (на стр. автора)
- Хохлюк В. И. Параллельные алгоритмы целочисленной оптимизации. Курс лекций. Новосибирск, 2007.
- Хохлюк В. И. Методы дискретной оптимизации. Учебное пособие. НГУ, 2013. 154 с.